# AraabMuzik
Абрахам Орельяна (род. 16 июня 1989), более известный как AraabMuzik(также стилизованно как araabMUZIK) — американский музыкальный продюсер и диджей. Он сделал себе имя, исполняя биты и инструменталы вживую и в режиме реального времени на драм-машине AkaiPro Music Production Center (MPC). Он использует MPC для создания быстрых, ритмичных ударных паттернов и создаёт мелодии с сэмплами и другими звуками.
Его музыкальный стиль включает электронную танцевальную музыку и хип-хоп, при этом живые элементы вносят значительный вклад в его звучание. Он выступал на фестивале электронной танцевальной музыки circuit и других живых клубных выступлениях. На протяжении многих лет он продолжал получать свою известность, выпуская сольные инструментальные проекты и продюсируя для таких хип-хоп исполнителей, как 50 Cent, Cardi B, Jay Electronica, Dave East, Cam’ron, ASAP Rocky, Fabolous, Kollegah и Джо Бадден.

## Биография

### 1989—2005: Ранняя жизнь и начало карьеры
Араабмузик родился и вырос в Провиденсе, штат Род-Айленд, в музыкальной семье. Его мать была профессиональной певицей. Он средний ребёнок из трёх и имеет доминиканское и гватемальское происхождение. Абрахам сказал, что научился играть на барабанах в возрасте трёх лет, а позже начал играть на клавишных.
Несмотря на то, что Абрахам не был широко известен, он черпал вдохновение в хип-хопе в своём родном городе Провиденс. «Здесь определённо много хип-хопа. Здесь вы найдёте множество местных рэп-групп, сольных исполнителей, которые пытаются добиться успеха, просто дело в том, что нас пока нет на карте в таком виде.»
Музыкальное образование его привело к тому, что он начал продюсировать хип-хоп и начал набирать обороты в индустрии в очень раннем возрасте. Имея естественное представление о MPC, он купил своё первое подразделение в 2005 году. К 2006 году, в возрасте 17 лет, на него обратили внимание Diplomat Records.

## Карьера

### 2006—2010: Diplomat
После встречи с продюсером и директором Diplomat Records, DukeDaGod в 2006 году, он присоединился к лейблу Dipset. Он начал создавать биты для артистов Diplomat, таких как Hell Rell и Cam’ron.
В 2009, AraabMuzik был показан в качестве главного продюсера альбома рэпера Cam'ron «Crime Pays», продюсировав сингл «Get It in Ohio». С 2009 по 2010 год он записал множество инструментальных композиций для серии микстейпов под названием Boss of All Bosses от Cam’ron и будущий рэпер Вадо.

### 2010—2015:Trance PartyиElectronic Dream
В 2010, The Diplomats выпустили Dipset Trance Party, инструментальный микстейп с участием артистов (включая AraabMuzik) используя стиль, в котором трансовая музыка сочетается с влиянием хип-хопа. Это оказало большое влияние на будущее звучание AraabMuzik. Его трек «South Beach» был сэмплирован с песни Элис Диджей «Better Off Alone», которая, по его словам, вызвала его фирменные сэмплы электронной музыки.
Первая популяризация его нового звучания появилась в ответном сингле рэп-группы The Diplomats, также в 2010 году. В интервью NPR он назвал «Salute» другим звучанием, «которое в значительной степени привело меня в EDM».
AraabMuzik выпустил свой прорывной независимый проект Electronic Dream в 2011 году, который вывел на передний план это фирменное звучание его продукции. Он был встречен в основном положительными отзывами и собрал достаточно большую аудиторию, чтобы начать гастролировать по всему миру, записывается в различные клубы и на шоу, чтобы исполнять свою музыку, используя драм-машину в качестве инструмента.
Наряду с дополнительными релизами, Абрахам также неуклонно набирал популярность благодаря видеороликам на YouTube, в которых он использует MPC для создания живых ритмов и паттернов ударных. Он также был представлен на веб-сайте Akai Pro как официальный исполнитель Akai Pro, наряду с другими пользователями MPC, такими как Alchemist и DiViNCi.

### 2016:Dream World
Чтобы дополнить звучание и успех Electronic Dream, AraabMuzik начал работать над полноформатным официальным альбомом Dream World, релиз которого намечен на 2015 год. Однако в итоге он неоднократно откладывался; цитировались его слова «I pushed it back so I could still really perfect it and work on it more, because I didn’t really feel like I was satisfied with it.» (на рус. «Я отодвинул это на задний план, чтобы все ещё иметь возможность по-настоящему усовершенствовать его и больше работать над ним, потому что на самом деле я не чувствовал, что удовлетворён им».)
Dream World был выпущен в июле 2016 года и получил в целом положительные отзывы. Хотя изначально задумывалось звучать как Electronic Dream, AraabMuzik решили рискнуть и выпустить более эклектичный альбом, рассчитанный на поклонников разных жанров, как электроники, так и хип-хопа, а также экспериментальных битов, таких как «War Cry».

## Артистизм

### Псевдоним
Имя артиста Абрахаму дал друг, когда он начал продюсировать — изначально молодой араб: «Я в значительной степени просто воспользовался им, добавил к нему дополнительную букву „а“, а затем, позже, добавил „muzik“.» Хотя имя вызвало путаницу в отношении его происхождения, он очень быстро стал очень знаменит, в результате чего менять его было слишком поздно. «Это то, с чем я застрял, как будто у вас есть ваш первый номер телефона, и вы никогда не меняли его на протяжении многих лет, вы просто сохранили его».

### Влияния
Абрахам упомянул Swizz Beatz как человека, оказавшего большое влияние, и сказал, что у них братские отношения. Другие группы, оказавшие влияние, включают Dr. Dre, Premier, J Dilla, 9th Wonder и Alchemist.

### Стиль производства
Стиль AraabMuzik часто использует сэмплы, аранжированные и запускаемые в режиме реального времени на драм-машине MPC, с быстрыми ритмами ударных, включающими быстрые хай-хэты и кик-барабаны. Он использовал сэмплы из разнообразной музыки, включая электро, дабстеп, трэп, габбер и транс. Хотя его основным инструментом по-прежнему является драм-машина Akai Music Production Center (MPC), он также использовал клавишные контроллеры и иногда живые барабаны.
В 2020 году во время пандемии COVID-19 он решил потратить время на оттачивание своих навыков на драм-машине Akai Music Production Center (MPC).
Он работал с несколькими артистами, включая ASAP Rocky и ASAP Mob, Cam’ron, Azealia Banks, Vado, The Diplomats, Hell Rell, Jadakiss, Busta Rhymes, 50 Cent, ArJaye the King, Eminem, Slaughterhouse и другими.

### Творческий процесс
Араабмузик рассказал Совмье Кришнамурти на MTV Hive, что всю свою музыку он сочинял трезвым. Он записал сэмплы 187 песен других исполнителей, включая песню The Who «Won’t Get Fooled Again», которую он переделал под «Outer Limits».

## Противоречия
В ноябре 2012 года транс-продюсер Адам Кей обвинил Araabmuzik в плагиате записей, которые он сэмплировал на Electronic Dream, не отдавая должного уважения.
В начале мая 2013 года он был подстрелен при попытке ограбления. Он прогуливался по своему району в компании своих друзей, когда несколько мужчин попытались забрать у него деньги. Он оказал сопротивление и был подстрелен в процессе.
В октябре 2015 года предположительно произошла утечка трека с неизданного альбома Dream World с участием R & B исполнительницы Келелы под названием «Final Hour», к большому разочарованию Келелы, которое она выразила в Twitter. Руководство Araabmuzik опубликовало официальный PR-релиз, в котором заявило, что не несёт ответственности за утечку.
В феврале 2016 года он снова стал жертвой попытки ограбления в Гарлеме. У него были огнестрельные ранения челюсти и руки
Абрахам очень мало говорил об этих инцидентах, сказав в интервью Noisey: «На самом деле не о чем говорить с чем-то подобным».

## Дискография

### Альбомы
- 2011: Electronic Dream
- 2012: Electronic Dream 2
- 2016: Dream World

### Микстейпы
- 2010: AraabMuzik Beatz Vol. 1
- 2010: AraabMuzik Beatz Vol. 2
- 2010: Instrumental Kings Part 5 (with J. Armz)
- 2012: Instrumental University
- 2013: For Professional Use Only
- 2013: The Remixes, Vol. 1
- 2014: For Professional Use Only 2

### EPы
- 2012: Daytrotter Session
- 2015: KING
- 2015: Goon Loops
- 2017: ONE of ONE
- 2018: Goon Loops 2
- 2019: The Last Instrumental
- 2021: Trap Soul — EP
- 2021: Soulful Vocals - EP